# 真·女神转生 奇幻旅程
《真·女神转生 奇幻旅程》是由Atlus和Lancarse为任天堂DS开发的电子角色扮演游戏。它2009年在日本、2010在北美发布。该游戏是真·女神转生系列的第四款作品。
《真·女神转生 奥妙奇幻旅程》是由ATLUS开发的一款角色扮演游戏，是《真·女神转生 奇幻旅程》的重制版。2017年10月发行于任天堂3DS平台。